# Seat 600 Formichetta
La SIATA SEAT 600 Formichetta est un petit véhicule utilitaire fabriqué par la filiale espagnole du constructeur italien Siata de 1961 à 1967 et commercialisé par SEAT.

## Histoire
La SEAT 600, lancée en Espagne en 1957, était la copie conforme de la Fiat 600 italienne apparue deux ans plus tôt. En Italie se posait depuis un certain temps la question du remplacement de la Fiat 500 Topolino Giardiniera. La transformation de la Fiat 600 pour lui greffer un volume de transport à l'arrière s'avérait être très difficile au point de devoir créer un modèle spécifique. La solution vint avec la Fiat 500 qui, grâce à l'ingéniosité de Dante Giacosa, inventa la Fiat 500 Giardiniera. Le même problème s'est posé en Espagne mais face aux coûts importants et au manque de moyens financiers du constructeur espagnol, aucune décision ne fut prise.
Les dirigeants de SIATA avaient intégré les difficultés techniques rencontrées chez Fiat en raison de la configuration du modèle 600 mais décidèrent de proposer une solution très simple : garder la base de la 600 en augmentant l'empattement de 220 mm et ajouter une "boîte" en tôle ondulée en lieu et place de l'habitacle de la berline en créant deux portes latérales battantes pour y accéder.
Ainsi est née la Formichetta qui signifie petite fourmi. Cette petite fourgonnette a été présentée en 1961 en deux versions, la fourgonnette "normal" dédiée uniquement au transport de marchandises sans vitres latérales dans les portières arrière et le "combi" destinée aux familles et dotée de vitres latérales et sur le hayon, les sièges étant rabattables.
L'ouverture des portes s'opérait à 180 degrés pour faciliter les opérations de chargement et de déchargement des deux côtés. À l'arrière, il y avait deux portes, la partie supérieure donnait accès difficilement à la zone de chargement tandis que celle du bas permettait d'accéder au compartiment moteur.
La première série de la 600 Formichetta était équipée du moteur de la SEAT 600 de base de 633 cm3 développant 24 ch ainsi que de la finition intérieure. Quand le 600D est apparue, la Formichetta a bénéficié du nouveau moteur de 747 cm3 qui lui a donné plus de puissance, 32 ch à seulement 4.800 tr/min. Le constructeur en a profité pour modifier légèrement la carrosserie avec la suppression de la nervure au-dessus des roues arrière et la tôle de la partie fourgonnette devient lisse. La Carrosserie Costa produira un certain nombre d'exemplaires de cette version très demandée en Espagne.
Le volume de chargement de cette fourgonnette a des dimensions de 1,57 m de long et 1,26 m de haut, ce qui donne un volume de 1,85 m3 avec une charge utile de 300 kg. Son utilisation était quasiment urbaine, bien que son moteur lui permettait de parcourir des distances respectables. 
La boîte de vitesses aux rapports parfaitement étagés aidée par l'élasticité proverbiale du petit moteur Fiat, rendait la conduite très agréable.
La suspension est, comme sur la berline, à roues indépendantes. La suspension arrière étant réglée pour la charge de 300 kg à transporter rend le confort identique à celui de la berline même sur les rues pavées, sans vibrations.
A l'intérieur, la finition est au moindre détail près, identique à celle de la berline Seat 600D où l'on retrouve le logo au centre du volant. Le tableau de bord regroupe les indications habituelles : compteur de vitesse avec compte-kilomètres, thermomètre d'eau, jauge de niveau de carburant avec témoin de réserve, témoin de charge de l'alternateur, pression d'huile, etc.
La Seat 600 Formichetta restera en production dans l'usine Siata de Tarragone jusqu'en 1966 où 6.713 exemplaires seront fabriqués. Le modèle sera remplacé par le Siata Minivan en 1967.